# Свитанак
ОАО «Свiта́нак» («Свитанак», «Свитанок»; бел. ААТ «Світанак») — белорусская компания по производству трикотажных изделий, расположенная в городе Жодино Минской области. Крупнейший производитель трикотажных изделий в Республике Беларусь.
В переводе с белорусского языка «світанак» — рассвет, заря.

## История
Трикотажная фабрика в городе Жодино Минской области была введена в эксплуатацию в декабре 1975 года. До 1991 года предприятие называлось «Жодинское производственное швейно-трикотажное объединение» Министерства лёгкой промышленности БССР. 24 мая 1991 года предприятие было преобразовано в Жодинскую промышленно-торговую трикотажную фирму «Свiтанак» Минлегпрома БССР (с 19 сентября — Республики Беларусь). 2 мая 1993 года ведомственная подчинённость была изменена: предприятие перешло в концерн «Беллегпром» (Белорусский государственный концерн по производству и реализации товаров лёгкой промышленности). 21 декабря 1994 года предприятие было преобразовано в открытое акционерное общество

## Современное состояние
В 2017 году предприятие произвело 4133 тыс. штук белья детского, 378 тыс. белья ясельного, 2802 тыс. белья женского, 1971 тыс. белья мужского, 1544 тыс. штук верха детского, 826 тыс. верха женского, 317 тыс. верха мужского, 117 тыс. прочих изделий, 55,2 т трикотажного полотна, 83 тыс. штук чулочно-носочных изделий. Совокупная выручка предприятия в 2017 году составила 58 млн руб. (около 29 млн долларов), чистая прибыль — 2,9 млн руб. (около 1,4 млн долларов). 68% продаж пришлось на внутренний рынок Республики Беларусь, 32% — на экспорт (основные рынки сбыта — Россия, Эстония, Литва, Латвия, Германия).
В компании работает 1960 человек: 129 в аппарате управления и 1831 промышленно-производственного персонала.
В структуре предприятия насчитывается 5 основных цехов — вязальный, красильно-отделочный, подготовительно-закройный и два швейных цеха. Компания имеет 5 территориальных филиалов в Брестской, Витебской, Гомельской, Минской и Могилёвской областях, которые управляют 45 фирменными магазинами.